# Лінн Гілл
Керолінн Мері («Лінн») Гілл (англ. Carolynn Marie "Lynn" Hill; нар. 3 січня 1961, Детройт, США) — американська скелелазка, наприкінці 1980-х — на початку 1990-х років одна з найкращих у світовому спортивному скелелазінні. Перша людина, яка пройшла вільним лазінням скельний мультипітчовий маршрут Ніс на скелі Ель-Капітан в долині Йосеміті. Рік по тому Лінн Гілл пройшла цей маршрут менш як за 24 години, поставивши новий стандарт в скелелазінні. За словами письменника і спортивного журналіста Джона Кракауера, Гілл — одна з найкращих жінок-скелелазок у світі і одна з найкращих клаймберів усіх часів».
За свою спортивну кар'єру Гілл понад 30 разів ставала володаркою різних титулів міжнародних змагань, зокрема здобула п'ять перемог на Rock Master — найпрестижнішому турнірі в світовому скелелазінні. Вона стала однією з перших жінок, що досягли настільки значних успіхів у цьому, переважно чоловічому, виді спорту. Зробила кілька першосходжень за новими маршрутами. Крім скелелазіння, Гілл у молодості також досягла успіху в гімнастиці і бігу, майже побила світовий рекорд у пауерліфтингу.
1992 року вона перестала брати участь у спортивних змаганнях і повернулася до традиційного скелелазіння (на природному рельєфі), з якого починала. Гілл стала широко відомою популяризаторкою цього екстремального виду спорту, знялася в кількох документальних фільмах і телевізійних шоу, написала автобіографічну книгу «Скелелазіння — моя свобода. Моє життя у вертикальному світі» «Скелелазіння — моя свобода. Моє життя у вертикальному світі» (опублікована англійською 2002 року).
Живе в Боулдері (штат Колорадо, США), виховує сина, має невеликий бізнес у сфері навчання скельної техніки.

## Дитинство і юність
Лінн Гілл народилася в Детройті (штат Мічиган), виросла в місті Фуллертон (Каліфорнія). В родині була п'ятою із семи дітей. Її мати була лікаркою-гігієністкою, батько — інженером в галузі аерокосмонавтики Вона зростала дуже рухливою і активною і вже з дитинства намагалася піднятися на все, що могла: від дерев до вуличних ліхтарів. З 8 років Гілл почала займатися гімнастикою, її прийняли в команду Християнської асоціації для юнаків (YMCA), яка успішно брала участь в змаганнях в Південній Каліфорнії і виступала в перервах матчів бейсбольного клубу «Лос-Анджелес Ейнджелс з Анагайма». Але у спортивній гімнастиці Лінн Гілл не сподобалося те, що «доводилося посміхатися і робити манірні рухи на підлозі». Тому в 12 років вона припинила займатися цим видом спорту. Як вона зазначила у автобіографії, в цьому віці вона відчула прагнення всіляко «чинити опір правилам», яке вважала цілком нормальним і для свого віку, і для тієї епохи, на яку припали її підліткові роки; саме тоді вона «стала краще розбиратися в таких питаннях, як права жінок і боротьба за расову свободу». Вона також поставила під сумнів прийнятий в її родині розподіл обов'язків, згідно з яким хлопчикам давалися щотижневі завдання, а дівчаткам — щоденні, звертаючи увагу на цю дискримінацію жінок.
В старших класах середньої школи Гілл повернулася в спортивну гімнастику і стала однією з найкращих гімнасток у своїй категорії. Набуті в цьому виді спорту навички і прагнення долати труднощі допомогли їй потім і в обраному нею виді спорту.

## Скелелазіння
Вперше в долині Йосеміті — найпопулярнішому місці серед скелелазів США — Лінн Гілл побувала 1974, коли їй було 13 років, приїхавши туди з батьками. Свій перший досвід скелелазіння в цьому гірському районі вона мала наступного, 1975 року, коли вирушила в похід разом з сестрою Кеті (Kathy) і нареченим сестри Чаком Бладвортом (англ. Chuck Bludworth). Гілл швидко освоїлася на скелях, і скелелазіння сподобалося їй набагато більше, ніж спортивна гімнастика. Воно ж стало для Гілл порятунком від переживань, пов'язаних з розлученням батьків, а друзі-скелелази частково замінили їй рідну сім'ю, яка розпалася. У Чака Бладворта Гілл почерпнула основи альпінізму, брала журнали і книги, які з великим інтересом читала одну за одною. Великий вплив на неї мала, зокрема, книга альпіністської етики Івона Шуїнара, в якій автор закликав дбайливо ставитися до довкілля і здійснювати сходження в чистому стилі.
У Таборі IV (наметовому таборі скелелазів у долині Йосеміті) Лінн Гілл отримала посвяту в альпіністки, там же вона зустріла Чарлі Роу (англ. Charlie Row), з яким почала зустрічатися. Разом з ним вона пройшла маршрут категорії складності 5.11 за шкалою YDRS і свій перший Big Wall.
Потім Гілл займалася альпінізмом і скелелазінням у Південній Каліфорнії, переважно в національному парку Джошуа-Трі. Вона заробляла гроші для одноденних поїздок у парк, працюючи в ресторані швидкого обслуговування мережі «carl's Jr.».
Іншим авторитетом і прикладом для наслідування для юної Гілл стала американська скелелазка Беверлі Джонсон; Гілл захоплювалася її сходженнями, особливо десятиденним одиночним сходженням за маршрутом Dihedral Wall (категорія Big Wall) на скелі Ель-Капітан. В автобіографії Гілл написала про Джонсон: «я була в захваті не лише від її майстерності і працьовитості, які вона виявляла на сходженні, але також від її відваги і впевненості, з якими вона працювала на маршруті, здійснюючи щось безпрецедентне — піднімаючись на одну з найбільших у світі стін одним з найбільш складних способів: наодинці. Вона досягла успіху і вселила у жінок-скелелазок, таких як я, величезну впевненість, що дозволила бути собою і не відчувати себе обмеженою, опинившись у меншості в цьому переважно чоловічому виді спорту».
Беверлі Джонсон також стала однією з тих, хто в Таборі IV заявили про спроможність жінок у цьому виді спорту, але й після неї цей альпіністський табір залишався переважно чоловічим і досить гомосоціальним співтовариством. Дослідник Джозеф Тейлор (англ. Joseph Taylor), який займався історією Табору IV в Йосеміті, називав стосунки, які панували в ньому, «різкими» (англ. edgy) і стверджував, що в цьому альптаборі був наявний тиск на жінок з метою змусити їх відповідати чоловічим стандартам, і що там «жінкам довелося боротися з цілою армією чоловіків, які намагалися зберегти Табір IV як вотчину хлопців». Усталеного жіночого скелелазного співтовариства там не існує; навпаки, скелелазки схильні переймати чоловічі цінності і стосунки від своїх співвітчизників.
Гілл у своїй книзі пише, що сходженнями «тоді керувало братерство чоловіків, які не надто схвалювали участь у них жінок, а відверто кажучи — були не схильні брати їх з собою. І все ж жінки-скелелазки там були». У віці від 18 до 22 років вона кожні вихідні ходила в парі з однією з них — Мері Джинджері; разом вони здійснили сходження на Ель-Капітан за маршрутом Ніс, а потім перше чисто жіноче сходження за маршрутом The Shield (Щит), яке тривало 6 днів.
Крім сексизму, в поведінці скелелазів обох статей, що мешкали в Таборі IV, Лінн Гілл не подобалося те, що вони «нагадували пошарпану окупаційну армію, вели себе, як цигани, зловживали гостинністю та ухилялися від сплати кемпінгових зборів, чим дратували рейнджерів парку». За її словами, наприкінці 1970-х і на початку 1980-х альпінізмом і скелелазінням займалися переважно люди, які не були конформістами і виявилися вигнанцями суспільства. Більшість із них ледве зводили кінці з кінцями, заробляючи лише на їжу і походи — як і сама Гілл у ті роки: вона пише, як одного разу примудрилася прожити на 75 доларів ціле літо в Таборі IV, харчуючись приправами та їжею, яку залишали туристи, як збирала і здавала жерстяні банки, щоб купити альпіністські мотузки. Втім, Гілл згадує «ці злиденні дні ... [як] одні з найкращих і найбільш безтурботних в моєму житті, і хоча мої друзі часто виявлялися негідниками, я вірила в їхню дружбу».

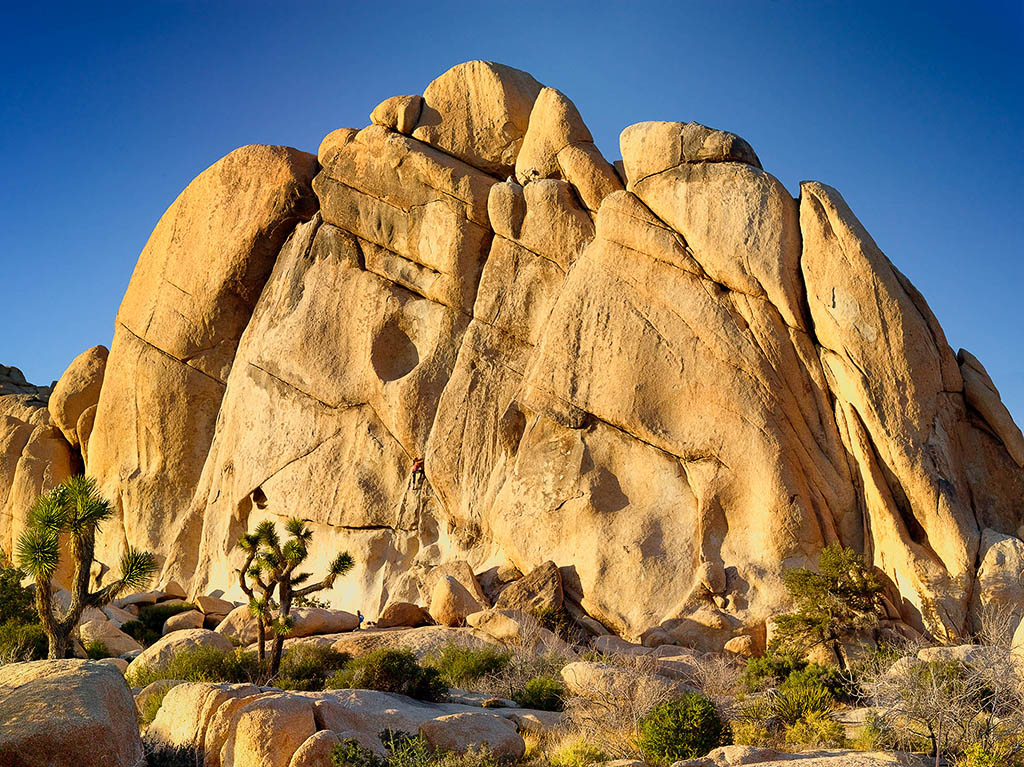
Національний парк Джошуа-трі, де Лінн Гілл у юності займалася скелелазінням

Наприкінці 1970-х Гілл навчалася в Коледжі Фуллертона, але жоден з навчальних предметів не викликав у неї особливого інтересу; її захоплювали тільки сходження. Скелелазіння вона вивчала не в навчальному закладі, а в команді «Stonemasters», одним з лідерів якої був Джон Лонг, який незабаром став партнером, а потім і чоловіком Гілл. Їхні стосунки розпочалися влітку 1978 року, після того, як Гілл почула вірш Лонга про альпіністку і чоловіка, на якого вона чекає. Гілл і Лонг разом здійснювали сходження, разом працювали, а також займалися бігом і важкою атлетикою. Лонг подав Гілл ідею побити світовий рекорд у жимі лежачи в її ваговій категорії 48 кг, і Гілл майже зробила це: на тренуванні вона легко піднімала вагу 68 кг, але чомусь не змогла це зробити на змаганні
Гілл «перейнялася» властивим для традиційного скелелазіння ставленням до скель і стилю лазіння з мінімальним використанням на маршруті стаціонарних точок страхування типу шлямбурів і максимально можливим використанням орендованого альпіністського спорядження, яке не ушкоджує скелі. Гілл найбільше подобалися скелелази, здатні пройти новий для них маршрут з першої спроби і без зупинок («онсайт» (англ. on-site)). Вона також стала прихильницею вільного лазіння — стилю і техніки сходження, при якому весь маршрут проходиться без використання штучних точок страхування або опори (ІТО). Спочатку Лінн Гілл була схильна до надмірного ризику, але після кількох смертельно небезпечних випадків на маршрутах, які спричинили вихід скелелазів з ладу на тривалий час вона стала більш обережною.
У 1976-1978, і на початку 1980-х Гілл часто приїжджала влітку в долину Йосеміті, стала «своєю» в місцевому скелелазному співтоваристві, а потім вступила волонтеркою у гірничорятувальну службу США.
Своє перше видатне сходження Лінн Гідб зробила ще до того, як почала брати участь у змаганнях зі скелелазіння. 1979 року вона першою пройшла вільним лазінням маршрут Ophir Broke II складністю 5.12 d в Колорадо (у зв'язці з Лонгом). Це був найскладніший скелелазний маршрут, пройдений жінкою. Крім цього, це був найскладніший щілинний маршрут у Колорадо, а в Йосеміті були лише один чи два маршрути більшої складності. Здібності Гілл у цьому виді спорту вразили навіть її партнера по сходженню; Джон Лонг заявив: «ось тоді-то я точно дізнався про те, який надзвичайний талант має ця жінка». Однак це досягнення регіональний путівник приписує одному Лонгу і не згадує Гілл; причину цього Гілл вбачає у тому, що тоді вона була нікому не відомою скелелазкою, а якщо її й знали, то лише як партнерку і протеже Лонга.
У «Моєму житті у вертикальному світі» Гілл пояснила, що в тому сходженні були важливі не лише зріст і фізична сила, але й творчий підхід:
|  | Для мене стало важливим уроком... те, що попри мій малий зріст і пов'язані з цим обмеження, я змогла знайти свій власний стиль проходження важкої ділянки скелі. Джон, з його розмірами і силою, міг діставати далі і робити такі пересування-кидки, які залишалися повністю за межами моїх можливостей. Але я, з іншого боку, часто знаходила маленькі проміжні опори, за які Джон не міг навіть мріяти зачепитися. Високий ти чи невисокий, чоловік ти чи жінка — скеля є тим об'єктивним середовищем, яке однаково відкрите для інтерпретації усіма. Оригінальний текст (англ.) The big lesson for me ... was to realize that despite what appeared to be a limitation due to my small stature, I could create my own method of getting past a difficult section of rock. John's size and power enabled him to make long reaches and explosive lunge moves that were completely out of my range. I, on the other hand, often found small intermediate holds that John couldn't even imagine gripping ... Short or tall, man or woman, the rock is an objective medium that is equally open for interpretation by all. |

Зиму 1981 року Гілл і Лонг провели в Лас-Вегасі, вдень займаючись скелелазінням, а вночі працюючи на різних «безперспективних роботах», наприклад, рознощиками піци. Наступного року Гілл і Лонг переїхали з Лас-Вегаса до Санта-Моніки (Каліфорнія), де Гілл навчалася в Коледжі Санта-Моніки на біологічному факультеті. Там тренер з бігу звернув увагу на Гілл і став з нею займатися, попри відсутність у неї до того часу значних результатів у цьому виді спорту. Вже через кілька місяців тренувань Гілл посіла третє місце на змаганні з бігу на 1500 метрів і четверте місце з бігу на 3000 метрів і допомогла Коледжу Санта-Моніки перемогти на чемпіонаті штату. Але при цьому Гілл, як і раніше, ледве зводила кінці з кінцями, працюючи то продавчинею в спортивно-туристичному магазині, то вчителькою фізкультури або беручи участь в небезпечних зйомках для екстремальних телешоу.
1983 року Лінн Гілл дала інтерв'ю норвезькому спортивного журналу «Ultrasport». Видання зацікавилося її досягненнями і запропонувало їй безкоштовний переліт до Нью-Йорка для інтерв'ю в популярному серед скелелазів районі Шваганк. Гілл настільки сподобалися ці гори, що вона вирішила влаштуватися неподалік від них і оселилася в містечку Нью-Пальц штату Нью-Йорк.

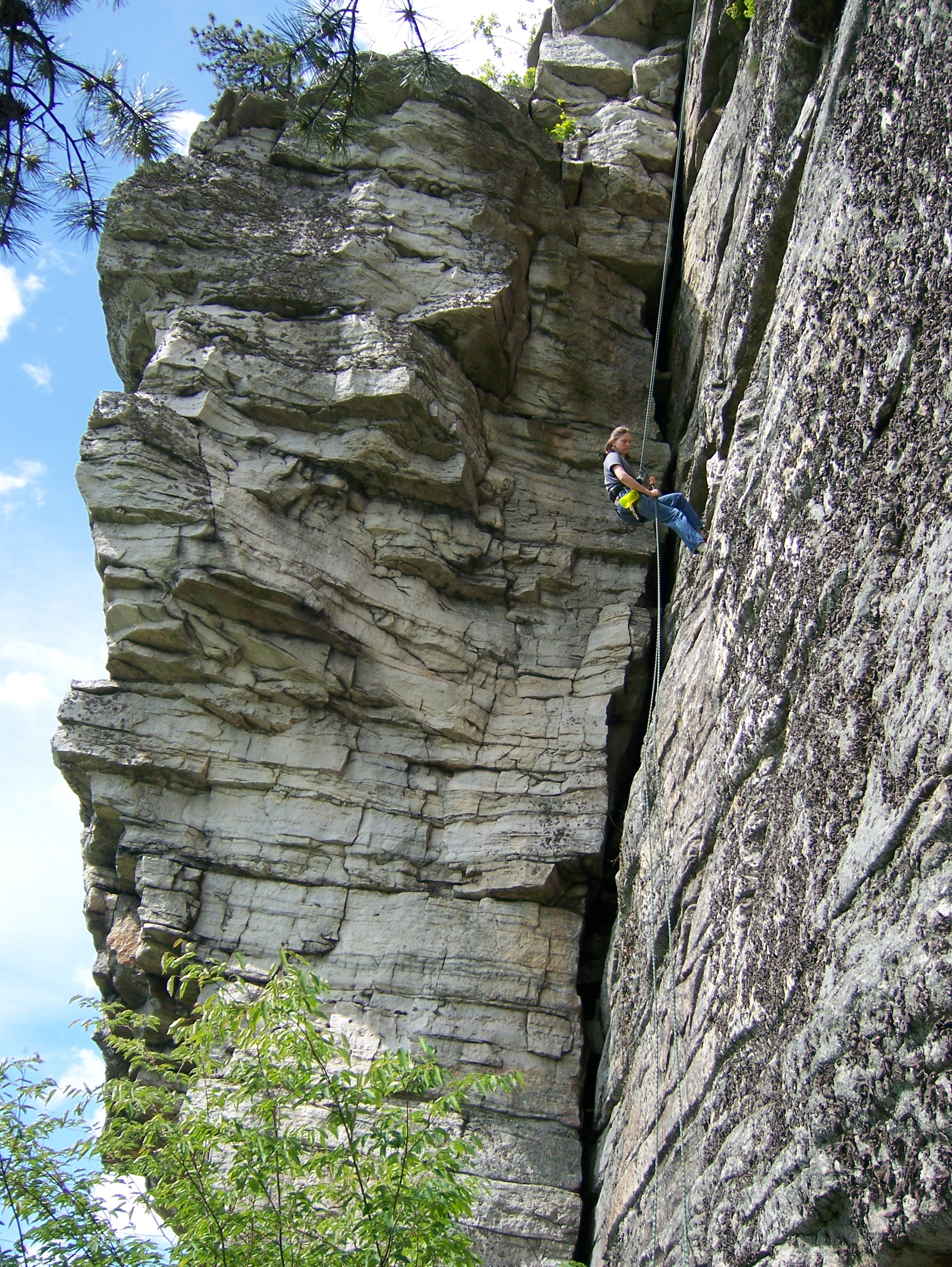
Хребет Шванганк, де Гілл здобула всесвітню популярність (на фотографії зображена не вона, а інша скелелазка)

Багато скелелазних маршрутів хребта Шванганк Гілл першою пройшла вільним лазінням. Так, у 1984 році вона стала першою людиною, яка пройшла онсайт маршрути Жовта тріщина (англ. Yellow Crack) (категорія складності 5.12 c) і Вандали (Vandals) (категорія 5.13 a); останній був на той час найскладнішим на Східному узбережжі США. Лінн Гілл лідирувала під час проходження ключової ділянки Жовтої тріщини, а її партнер Русс Руффа (англ. Russ Ruffa) високо оцінив майстерність Гілл, заявивши, що вона була «однією з найбільш відважних лідерів, яких я колись бачив... Я пробував бути лідером. Я знаю, що там потрібно повністю зосередитися на правильності рухів, інакше шанси вижити будуть мінімальними. Це були воістину видатні моменти — коли ти бачиш когось, хто дійсно стоїть на грані».
Проходження цього складного і небезпечного маршруту спонукало Гілл переглянути свій стиль скелелазіння; вона стала частіше використовувати страхувальну мотузку і вже не вважала зрив невдачею. Ба більше, повиснувши на мотузці, можна краще розглянути скелю і знайти вдаліші варіанти проходження маршруту. Вона зазначила в автобіографії: «В один момент я, в певному сенсі, відкинула ту філософію сходження, якої дотримувалася роками... В тому, щоб висіти на мотузці, є одна важко помітна перевага: це дає мені додаткову інформацію, що дозволяє мені краще вивчити — і, в підсумку, успішно пройти маршрут. Колишній стиль сходження раптом здався мені відсталим, обмеженим і неприродним».
Того ж року Гілл досягнула ще кількох приголомшливих успіхів. Вона лідирувала на маршруті «Радість Туриста» (англ. Tourist Treat), який пройшла без попередньої підготовки з першої спроби (онсайт) всього з одним зривом у цьому, «ймовірно, найскладнішому першопроходженні на півночі країни в той час». Інший відомий американський скелелаз Кевін Бейн (англ. Kevin Bein) назвав Гілл «найкращим скелелазом в Ганках», сказавши, що «жодна людина не підіймалася скелями краще», ніж вона.
Водночас Лонг готувався до подорожі на Калімантан і починав кар'єру письменника. Гілл і Лонг тепер перебували далеко одне від одного, але залишалися друзями. Після переїзду до Нью-Йорка Лінн Гілл вступила до Державного університету Нью-Йорка в Нью-Пальці і 1985 року закінчила його, здобувши ступінь з біології.

### Значущі сходження та проходження

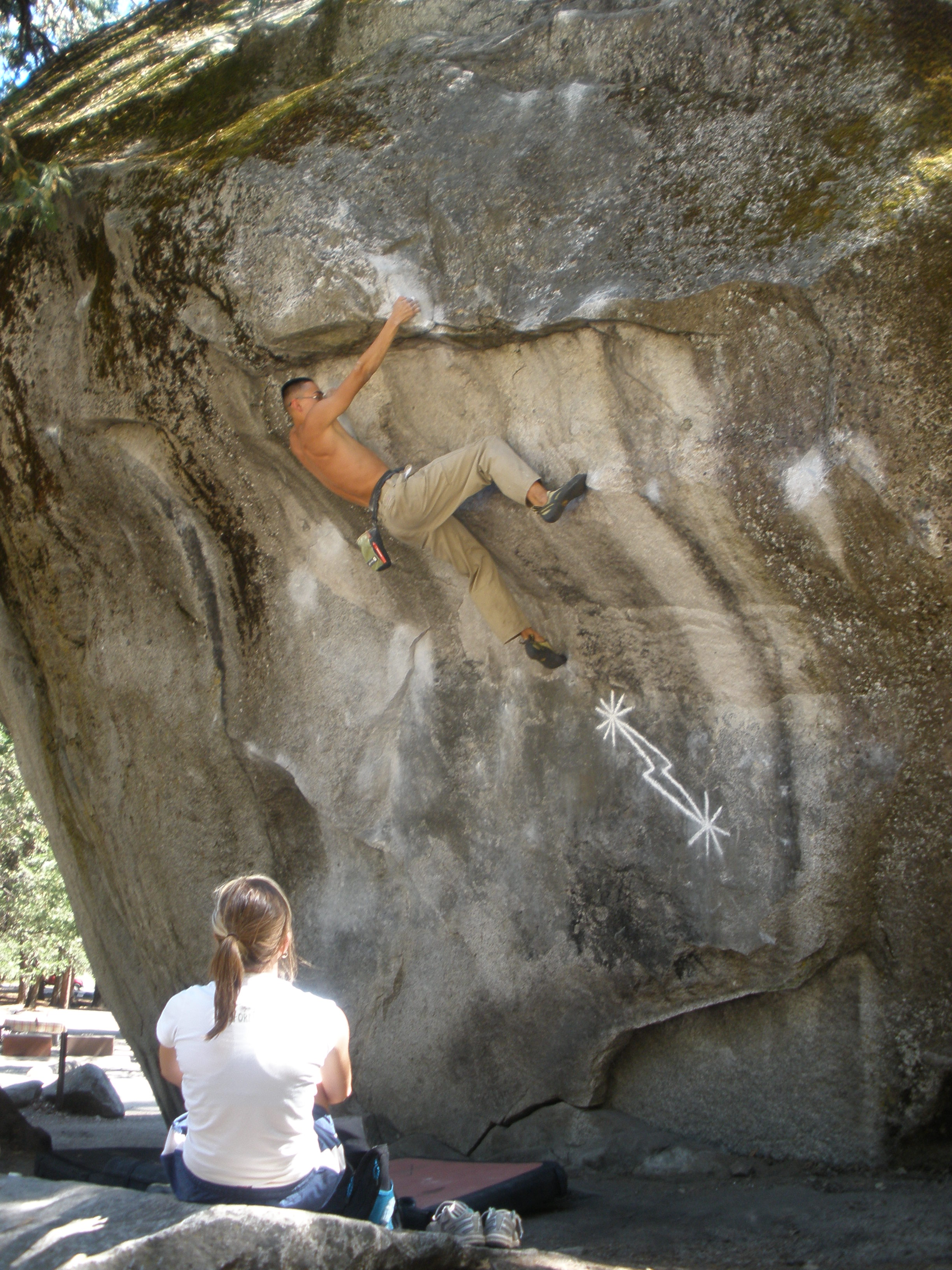
Йосеміті, маршрут Midnight Lightning. Гілл була першою жінкою, яка його пройшла (1998 рік). На фото інші скелелази

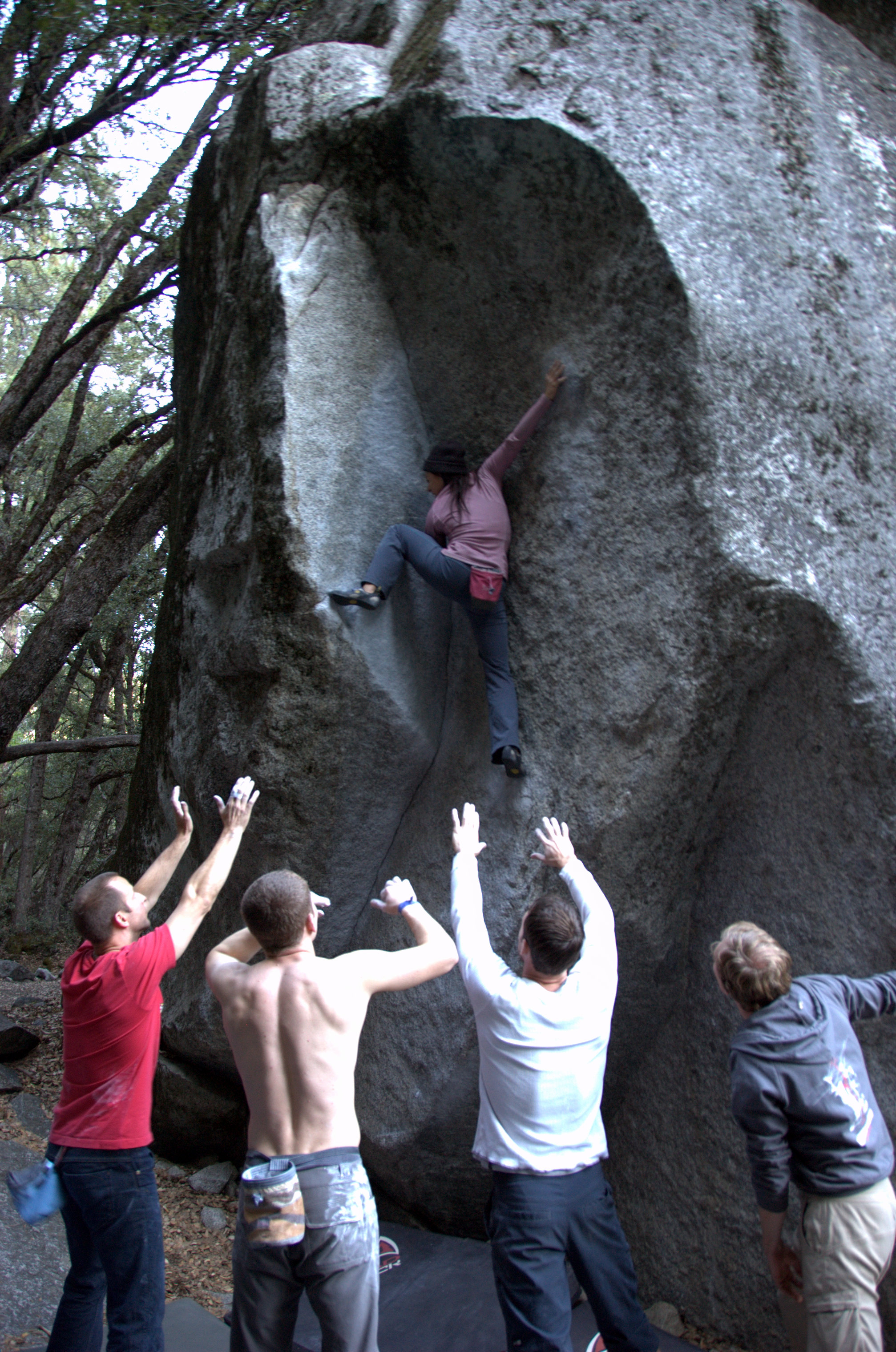
Йосеміті, маршрут King Cobra

- 1979, Ophir Broke II 5.12d 7с, Телльюрайд, Колорадо — Лінн Гілл у парі з Джоном Лонгом, перше проходження вільним лазінням і перше проходження жінкою цієї категорії складності[39].
- 1979, Pea Brain 5.12d, 7с, Перевал Незалежності[en], Колорадо — те саме[39].
- 1979, Stairway to Heaven III 5.12, Пік Таквіз[en], Каліфорнія. Лінн Гілл, Джон Лонг і Тім Павелл (Tim Powell). Перше проходження вільним лазінням[39].
- 1980, Coatamundi Whiteout II 5.12, Гранітна гора[en], Аризона. Лінн Гілл, Джон Лонг и Кейт Каннінг (Keith Cunning). Перше проходження вільним лазінням[39].
- 1981, Hidden Arch 5.12a, Джошуа-Трі, Каліфорнія − Перше проходження вільним лазінням[39].
- 1981, Levitation 29 IV 5.11a, Ред-Рок-Каньйон[en], Невада. Лінн Гілл, Джон Лонг, Джордж Уріосте (Jorge Urioste) і Джоанна Уріосте (Joanne Urioste). Перше проходження вільним лазінням[39].
- 1982, Blue Nubian 5.11, Джошуа-Три, Каліфорнія − Перше проходження вільним лазінням[39].
- 1984, Yellow Crack 5.12R/X, Шванганк[en]. Перше проходження вільним лазінням[39].
- 1984, Vandals, 5.13b // 8a, Шванганк − перше проходження[30].
- 1984, Organic Iron 5.12c, Шванганк − перше проходження[39].
- 1985, Organic Iron 5.12c, Шванганк. Лінн Гілл и Русс Раффа. Перше проходження вільним лазінням[39].
- 1987, Girls Just Want to Have Fun 5.12 X, Шванганк − Перше проходження вільним лазінням[39].
- 1988, The Greatest Show on Earth 5.12d, Нью-Рівер-Гордж[en] − Перше проходження вільним лазінням[39].
- 1989, Running Man 5.13d / 8b, Шванганк − Перше проходження вільним лазінням[39].
- 1990, Masse Critique 5.14 / 8b+, Евенос, Франція − перша жінка, яка зробила редпойнт в категорії складності 5.14, і яка пролізла 8b+[39].
- 1992, Simon 5.13b / 8а , Франконська Швейцарія, Німеччина − перше жіноче онсайт сходження[39].
- 1993, The Nose 5.14a/b / 8b+/с, Ель-Капітан (гора, Каліфорнія), Йосеміті. Лінн Гілл і Брук Сандал (Brooke Sandahl). Перше проходження вільним лазінням[39].
- 1994, Mingus V 5.13a / 7с+, 12 пітчів, Вердонська ущелина, Франція — Перше проходження вільним лазінням, онсайт[39].
- 1994, The Nose 5.14a/b, 8b+/с, Ель-Капітан, Йосеміті − Перше проходження вільним лазінням менш, як за 24 години[39].
- 1995, Clodhopper Direct IV 5.10+, Центральна Піраміда, Киргизія. Лінн Гілл і Грег Чайлд. Першосходження[39].
- 1995, Perestroika Crack V 5.12b, Пік Слесова, Киргизія. Лінн Гілл і Грег Чайлд. Перше проходження вільним лазінням[39].
- 1995, West Face V 5.12b, Пік 4810, Киргизія. Лінн Гілл і Алекс Лоув. Перше проходження вільним лазінням[39].
- 1997, Tete de Chou 5.13a, Тодха[en], Марокко. Першопроходження[39].
- 1998, Midnight Lightning V8, Табір IV, Йосеміті. Перше жіноче проходження[39].
- 1998, King Cobra V8, Табір IV, Йосеміті. Перше жіноче проходження[39].
- 1998, To Bolt or Not to Be 5.14a / 8b+, Сміт Рок[en], Орегон − перше жіноче проходження[39].
- 1999, Scarface 5.14a / 8b+, Сміт Рок, Орегон. Перше жіноче проходження[39].
- 1999, Bravo les Filles VI 5.13d / 8b, A0, 13 пітчів. Гори Андрингітра (Мадагаскар). Лінн Гілл, Ненсі Фегін (Nancy Feagin), Кет Пік (Kath Pyke) і Бет Родден (Beth Rodden). Першопроходження[39].
- 2004, Viva la Liberdad 5.12b, Долина Віньялес (Куба). Першопроходження[39].
- 2004, Sprayathon 5.13c, Райфл, Колорадо — Перше жіноче проходження[39].
- 2005, West Face, Leaning Tower, V 5.13b/c / 8а/а+, Йосеміті. Лінн Гілл и Кеті Браун[en]. Перше жіноче проходження[39][40].

## Змагання
Після видатних сходжень у Шванганку Лінн Гілл в 1986 році отримала запрошення взяти участь у змаганнях скелелазів у Європі. Тоді Французький альпійський клуб (з 2005 року він називається Французька федерація клубів альпіністів і гірськолижників) запросив групу найвидатніших американських скелелазів до участі у змаганнях в Вердонській ущелині, в Фонтенбло і Бюу. Скелелазіння у Франції і французька культура зацікавили Гілл. Особливо їй сподобалося підніматися поширеними у Франції вапняковими породами, багатими на виступи і нависання, на яких можна займатися «абсолютно акробатичним скелелазінням» , причому з невеликим ризиком. До того ж такі вапняні скелі виявилися ідеальними для низькорослих скелелазів, таких як Гілл. Це стало її першим досвідом спортивного скелелазіння. Невдовзі вона знову приїхала в Європу, щоб взяти участь у змаганні Sportroccia-1986 (надалі це змагання стало щорічним і дістало назву Rock Master).
Тоді цей захід складався з двох етапів в Італії — перший проходив в Арко, другий в Бардонеккії. Гілл змагалася з іншими скелелазками на екстремально складних маршрутах, набираючи очки за стиль і швидкість сходження, але в підсумку за «спірного рішення» [суддів] поступилася перемогою Катрін Дестивель. Суперниці по-різному оцінили причини цього. Дестивель в автобіографії пояснила, що вона задовго до початку змагань планувала це сходження і готувалася до нього, бо змогла піднятися швидше, ніж Гілл, і за рівності інших показників швидкість сходження стала вирішальною. Дестивель була не впевнена, чи знала Гілл, у який момент треба стартувати. Гілл же заявила в інтерв'ю, що вона не розуміла мови, «формату», «суддівства» та організаторів змагання, бо була дезорієнтована. «Там було багато політики, націоналізму та неорганізованості, — також сказала вона. — Правила, здається, змінювались у ході заходу. Я пам'ятаю, що запитувала щодо нерівності призових грошових сум для чоловіків і для жінок. Єдиною відповіддю, яку я отримала, було: „Якщо жінки будуть лазити топлес, то ми заплатимо їм стільки ж“». Однак Гілл приваблювала можливість позмагатися з «іншою сильною жінкою». Як вона казала, «якби там не було Катрін Дестивель або Луїзи Йовейн... або ще когось, то це б розчаровувало». Тому Гілл продовжувала брати участь у тому змаганні, і наступного року взявши реванш за поразку. Катрін Дестивель залишалася головною суперницею Лінн Гілл наприкінці 1980-х, а пізніше, на початку 1990-х, такою стала Ізабель Патісье.
Lynn Hill
1988 року Гілл стала займатися скелелазінням на професійній основі. Подальші інтерв'ю, фотосесії та виступи в ЗМІ зробили її однією з найбільш відомих публічних персон в скелелазінні. За словами Гілл, змагання зі скелелазіння — «це не те ж саме, що просто вийти і піднятися на скелю ... Там ви перебуваєте на очах у всіх цих людей ... і вам там потрібно показати себе».
Гілл також зазначала, що спортивне скелелазіння розвивається і набирає популярності — наприклад, якщо раніше деякі організатори змагань дозволяли собі заради зручності проведення змагання вирубувати дерева і переміщувати камені, то тепер переважає більш дбайливе ставлення до довкілля; за її прогнозами, в майбутньому змагання зі скелелазіння будуть проводитися тільки на штучних скеледромах — з природоохоронних міркувань.
На початку 1980-х Лінн Гілл залишалася прихильницею традиційного скелелазіння, але після поїздки в Європу в 1986 році вона переосмислила деякі моменти в тактиці цього спорту. Наприклад, спочатку вона вважала, що скелелаз у жодному місці свого маршруту не має покладатися на мотузку або підвішувати на ній для відпочинку, що це нечесно. Потім, набувши досвіду особливо складних сходжень (по Вандалах), вона вирішила, що підвішуватися на мотузці допускається для візуального огляду поверхні складних скель — але не для полегшення проходження або обходу складних ділянок маршруту
У середині 1980-х існували серйозні розбіжності у скелелазному співтоваристві між традиціоналістами та «спортсменами». 1986 року відбулися навіть «Великі дебати» в Американському альпійському клубі, в яких взяло участь багато відомих скелелазів, зокрема і Лінн Гілл, де обговорювалися переваги і недоліки різних стилів скелелазіння, особливо спортивного, яке вимагає встановлення незнімних шлямбурів, що залишаються в скелі.. Гілл доводила, що «мета занять скелелазінням — у тому, щоб самому пристосуватися до скелі. Ви працюєте над собою, щоб зуміти подолати перешкоди на скелі... Я вважаю, що скелелази повинні залишати скелю незмінною, наскільки це можливо... ви відповідаєте не тільки за те, щоб безпечно встановити шлямбури, але й за те, щоб встановити їх тільки там, де це дійсно необхідно, — щоб внести найменші можливі зміни в скелю, щоб і інші могли отримати від неї максимальне задоволення».

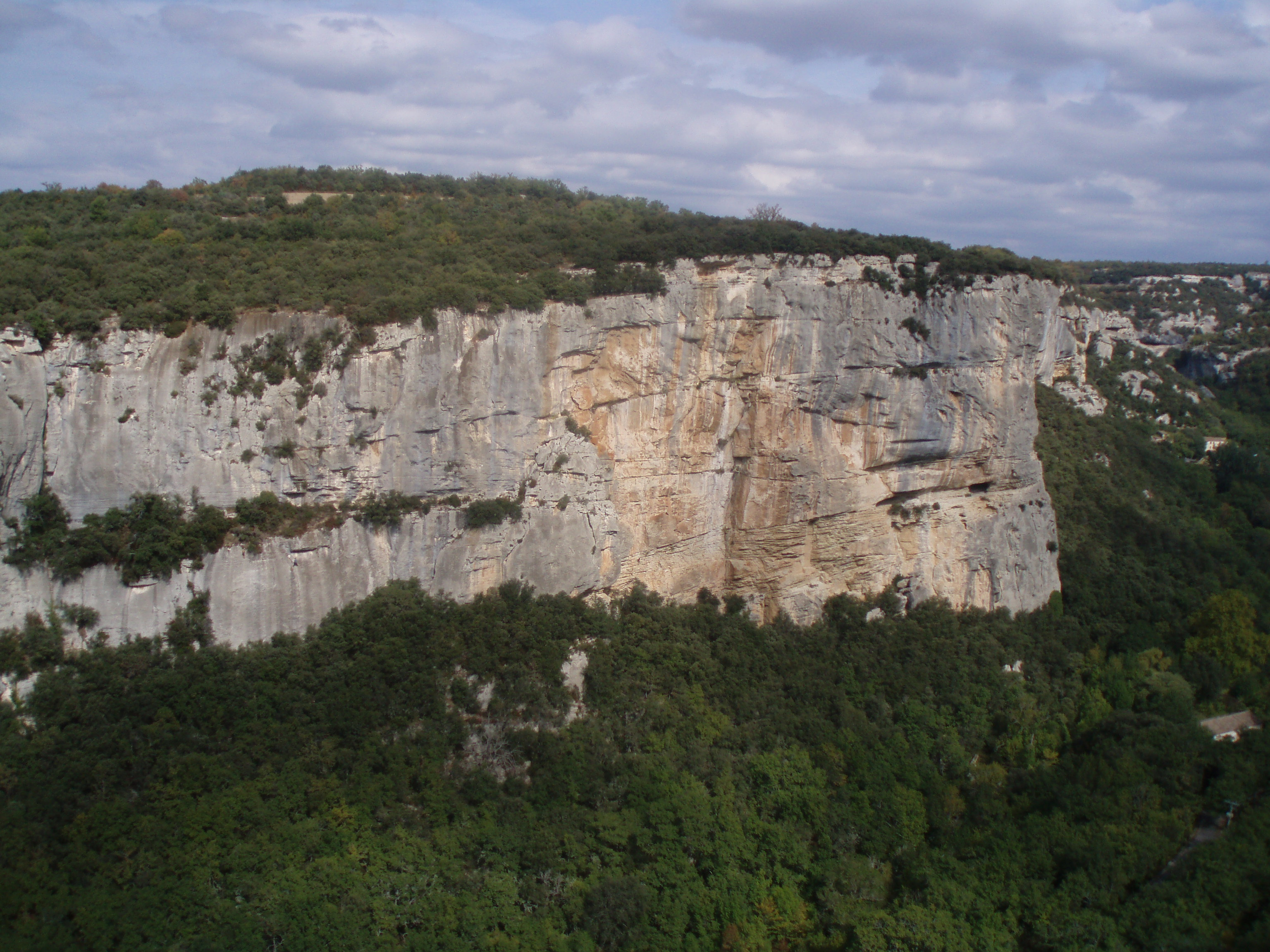
Гілл пережила падіння з висоти 25 м, намагаючись пройти цю круту скелю в Бюу (Альпи Верхнього Провансу), але вижила і повернулася до скелелазіння

З 1986 по 1992 рік Лінн Гілл була однією з найуспішніших скелелазів світу, вона стала володаркою понад 30 міжнародних чемпіонських титулів, включаючи п'ять перемог на змаганнях Rock Master в Арко. У ці роки рекорди в скелелазінні серед жінок вперше зрівнялися з рекордами серед чоловіків.
1990 року, на заключній стадії Фіналу Кубка Світу (англ. World Cup Final), Гілл стала однією з трьох учасників, яким вдалося дістатися до самого верху стіни скеледрому і єдиною жінкою серед них, а здійснити складне сходження по цій трасі вдалося взагалі тільки їй одній. Як писав Джозеф Тейлор у своїй праці з історії скелелазіння в Йосеміті, «на той момент Лінн Гілл була, ймовірно, найкращою серед усіх скелелазів світу обох статей». Гілл вважає цю перемогу найкращим досягненням у своєму житті, тому що її суперниця, Ізабель Патісьє, заздалегідь дізналася про те, як проходити останню ділянку шляху, від чоловіка, який проходив її раніше, і до того ж Гілл почала це сходження з нульовим балансом очок, оскільки припустилася помилки на попередньому змаганні (Світовий Кубок проходить у кілька етапів, на кожному з яких учасники заробляють очки за техніку скелелазіння).
Ставши професійною скелелазкою, Гілл нарешті змогла заробляти на життя своєю улюбленою справою і займатися тільки нею; у той час вона приблизно половину своїх доходів отримувала від участі у змаганнях і половину від різних спонсорів.
У січні 1990 року Лінн Гілл стала першою жінкою, яка зробила редпойнт на маршруті «Masse Critique» категорії складності 5.14, прокладеному по скелі Сімаї (фр. Cimaï) в комуні Евенос (Франція) (редпойнт у скелелазінні — успішне проходження маршруту після підготовчих занять вільним лазінням на цьому ж маршруті). Першопроходець цього маршруту, французький скелелаз Жан-Батіст Трібо, не вірив, що жінка колись зможе його пройти; однак Лінн Гілл зробила це навіть з меншої кількості спроб, ніж він — після «дев'яти днів виснажливих зусиль». 1992 року це визнали найскладнішим скелелазним сходженням, яке колись здійснила жінка.
Попри те, що Гілл проходила найважчі і найнебезпечніші скелелазні маршрути, вона пережила лише один серйозний нещасний випадок. Це сталося 9 травня 1989 року в Бюу, Франція, коли вона забула закріпити страхувальну мотузку і після зриву пролетіла 25 метрів і впала на дерево. Від удару вона знепритомніла, зазнала травми лівої руки і перелому ноги, але вижила. Гілл була дуже засмучена тому, що пропустила перший Кубок Світу в цьому виді спорту, до якого наполегливо готувалася, оскільки на повне відновлення після таких травм їй було потрібно кілька місяців Проте всього через шість тижнів після цього падіння вона повернулася до скелелазіння.

### Перемоги на змаганнях
Лінн Гілл виграла в таких змаганнях зі скелелазіння:
- 1986, Grand-Prix d Escalade, Трубат, Франція
- 1987, Rock Master, Арко, Італія
- 1987, World Indoor Rock Climbing Premier, Гренобль, Франція
- 1988, Rock Master, Арко, Італія
- 1988, International Climbing competition, Марсель, Франція
- 1988, Masters Competition, Париж, Франція
- 1989, Rock Master, Арко, Італія
- 1989, Masters Competition, Париж, Франція
- 1989, German Free Climbing Championships
- 1989, International Climbing competition
- 1989, World Cup, Ліон, Франція
- 1990, Rock Master, Арко, Італія
- 1990, World Cup, Ліон, Франція
- 1990, International Climbing competition
- 1992, Rock Master, Арко, Італія

## Проходження «Носу»

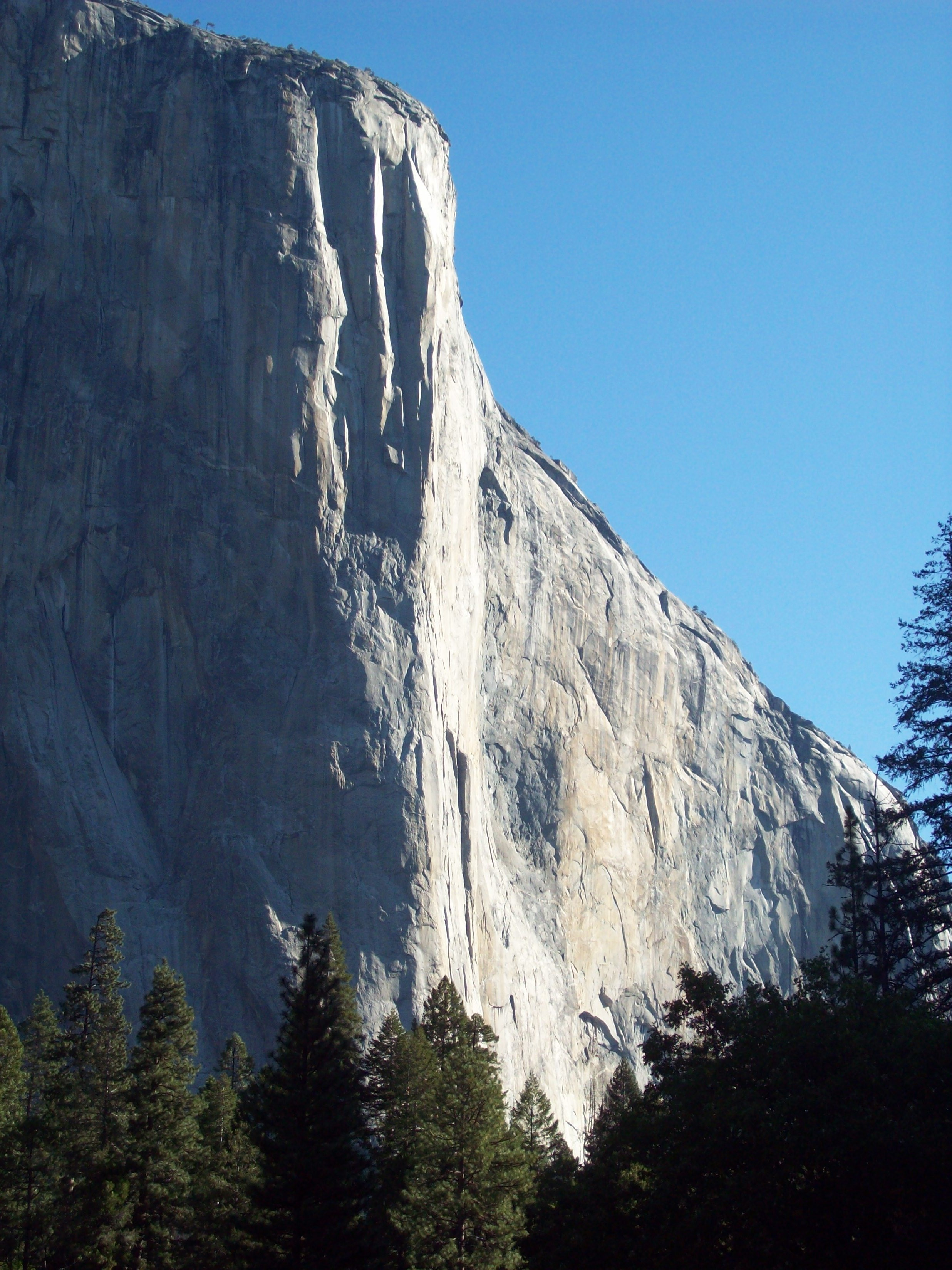
Скельний виступ Ніс (The Nose) гори Ель-Капітан з 900-метровим вертикальним підйомом.

Попри свої досягнення в спортивному скелелазінні, Гілл не вважала його справжнім скелелазінням і відчувала себе не на своєму місці, беручи участь в змаганнях професійних скелелазів за Кубок Світу, які проводяться у приміщеннях. «Мені не дуже подобалося, — казала вона в одному з інтерв'ю, — що доводилося зосередитися на тренуваннях і лазінні в приміщеннях. Я так і не почала тренуватися на штучних стінах, оскільки це зовсім не те, що мені хотілося б зробити своєю постійною професією».. В автобіографії вона зазначила також, що на змаганнях «було повно неспортивної поведінки, перегинання правил і монументальних его».
З цих причин у 1992 році Гілл повернулася до традиційного скелелазіння і незабаром поставила перед собою мету пройти вільним лазінням (використовуючи спорядження тільки як страховку від падінь) величезний скельний виступ Ніс гори Ель-Капітан в Йосеміті з практично прямовисним підйомом заввишки близько 900 метрів. Коли її запитали, для чого їй це потрібно, Гілл відповіла:
|  | Коли моя кар'єра в спортивному скелелазінні підходила до завершення, я відчувала, що вона рухається до того, щоб проводити змагання в приміщеннях, що зовсім не було схоже на часи, коли я починала ним займатися, і вже не виражало повністю цінностей скелелазіння; тому я вирішила зробити такий жест, йдучи у відставку. Джон Лонг тоді сказав мені: «агов, Лінні, йди і спробуй пройти Ніс вільним лазінням». Це стало для мене ідеальною метою, і мені подобалося те, що цей маршрут в долині Йосеміті — я пам'ятала, як приїжджала туди і мене просто приголомшувала її краса. Я навіть не можу собі уявити красивішого місця у світі. Для мене Ніс затьмарив все інше; мова була не про мене і не про моє его: моя радість була в тому, що я хотіла зробити це. Я відчувала, що у мене є шанс і що якщо я зумію зробити це, це буде серйозною заявою, над якою люди замисляться. Вам не обов'язково бути чоловіком, щоб зробити щось «надзвичайне», на кшталт першосходження. Очевидно, що якщо стільки людей, включаючи багатьох найдосвідченіших скелелазів, намагалися пройти цей маршрут і зазнали невдачі, а потім прийшла жінка і вперше зуміла зробити це, то це дійсно щось значить. Це і стало для мене основною мотивацією. Оригінальний текст (англ.) [At the end of my competition career I felt like things were evolving more towards the indoor format and it really wasn't how I started to climb and it didn't represent the values of climbing in a complete way and so I decided I would do something like this as a retirement gesture. John Long said 'hey Lynnie you should go up and try to free climb The Nose'. So it just happened to be the perfect goal for me and I liked the fact this climb was in Yosemite because I remember going there and just seeing the valley and it was just mind blowing how beautiful it was. I couldn't imagine a more beautiful place anywhere in the world. For me The Nose was much bigger than me, it wasn't about me, it wasn't about my ego, my gratification it was actually something that I wanted to do. I felt like I had a chance and that if I could do that it would be a really big statement to people to think about. You don't have to be a man to do something that's 'out there' as a first ascent. Obviously people tried to do that route and they failed on it and so if a lot of good climbers have come and tried to do it and failed and a woman comes and does it first it's really meaningful. That was my underlying motivation.] Помилка: [undefined] Помилка: {{Lang}}: немає тексту (допомога): текст вже має курсивний шрифт (допомога) |

Першу спробу штурму Носу Гілл здійснила в 1989 році в парі з Сімоном Надіном, з яким познайомилася того ж року на Кубку Світу. Попри те, що він до цього не проходив Big Wall, Гілл почувалася з ним невимушено. Обоє мали досвід традиційного скелелазіння і бажання піднятися на Ніс вільним лазінням. Але ця перша спроба не увінчалася успіхом.
Тільки через чотири роки, у 1993 році, Лінн Гілл у парі з Бруком Сандалом (англ. Brooke Sandahl) здійснила успішне проходження Носу вільним лазінням; вони стали першими в світі скелелазами, яким вдалося це зробити. Гілл оцінила складність цього маршруту загалом як 5.13 b за Йосемітською шкалою складності, а складність ключової ділянки («пітч 27» Changing Corners) від 5.13 b-5.13 c до взагалі не піддається оцінці. Поверхня скелі там майже гладка, зачепитися немає за що, і щоб пройти цю ділянку шляху, Гілл довелося використовувати «ретельно скоординовану послідовність протилежних натисків ногами, руками, ліктями, стегнами по ледь шорстких гранях кута»,, звиваючись, як Гудіні. Через деякий час консенсусом прийняли ще вищу оцінку складності Changing Corners — 5.14 a/b. Це дозволяє вважати першопроходження, яке здійснили Гілл і Сандал, однією з найбільш приголомшливих подій в історії скелелазіння.
З весни 1994 року Лінн Гілл стала готуватися до літнього одноденного онсайту в категорії складності 5.13 b. Для цього вона спочатку тренувалася в Провансі на маршрутах цієї категорії, потім вилізла на скелю Мінгус у Вердонській ущелині — на якій виявилася першою жінкою, яка зуміла це зробити онсайт вільним лазінням, з першої спроби і без жодного зриву
Того ж року Гілл вирішила повторити проходження Носу і зняти про це документальний фільм, «який передає історію та дух скелелазіння». У вересні 1994 року вона разом зі знімальною групою вирушила в Йосеміті, але, як випливає з її автобіографії, недооцінила складності і не передбачала проблеми, з якими довелося зіткнутися в ході зйомки такого фільму про одноденне сходження. Американський співпродюсер в останній момент відмовився брати участь у проєкті, і Гілл довелося самотужки вирішувати багато технічних завдань; оператор і звукооператор побоялися спускатися з вершини по мотузці, і, крім цього, виникла ще купа технічних проблем, наприклад розрядка батарейок. Коли, нарешті, Гілл почала підійматися на Ніс, це також виявилося набагато важче, ніж вона припускала. День видався дуже спекотним, і після 22 пітчів Гілл була блідою і знесиленою, у неї майже не залишилося води.
Але через деякий час вона зробила ще одну спробу. 19 вересня 1994 року в десять вечора Гілл в парі зі Стівом Саттоном (англ. Steve Sutton) почала сходження без знімальної групи. За 23 години їм вдалося пройти весь маршрут, і це стало рекордом швидкості його проходження. Для порівняння, першопроходження цього маршруту, яке Гілл і Сандал здійснили попереднього року, зайняло чотири дні; більшості інших скелелазів, які також проходили Ніс гори Ель-Капітан, потрібно було від 4 до 6 днів на це проходження. До того ж мало хто ще проходив весь маршрут вільним лазінням: більшість підкорювачів Носу використовували не тільки своє тіло і навички, але й різні технічні пристосування, що полегшують сходження — тобто проходили той самий маршрут з використанням штучних точок опори.
Джозеф Тейлор про повторне проходження Носу Гілл і Сандалом написав, що воно ясно показує зміну культури скелелазіння в Йосеміті — від контркультури 1960-х до «споживчого досвіду». Те, що зробила Гілл у вересні 1994 року, Тейлор називає «спектаклем», який до того ж не вдався — а вдалося проходження без знімальної групи.. Натомість легенда скелелазіння Івон Шуїнар назвав це «найбільшим досягненням, коли-небудь показаним на скелях», а Александер Губер дещо пізніше написав, що це сходження «покінчило з домінуванням чоловіків у скелелазінні та залишило їх у ролі наздоганяючих».
Ці два рекордні досягнення Лінн Гілл — першопроходження вільним лазінням Носу гори Ель-Капітан і потім проходження того ж маршруту менш ніж за добу — залишалися неперевершеними кілька років. Попри те, що найкращі у світі скелелази великих стін приїжджали на Ель-Капітан, жодному з них не вдавалося навіть повторити те, що зробила Гілл. Наступне проходження Носу вільним лазінням зумів здійснити Скотт Бйорк (англ. Scott Burke) в 1998 році, витративши на підготовку і спроби 261 день. Потім знову кілька років це не вдавалося нікому. Лише 14 жовтня 2005 року команда Томмі Колдуелла і Бета Роддена пройшла Ніс вільним лазінням, а через два дні, 16 жовтня, Колдуелл зробив це менш ніж за 12 годин, побивши рекорд Гілл у швидкості проходження.

## Наступні подорожі та сходження

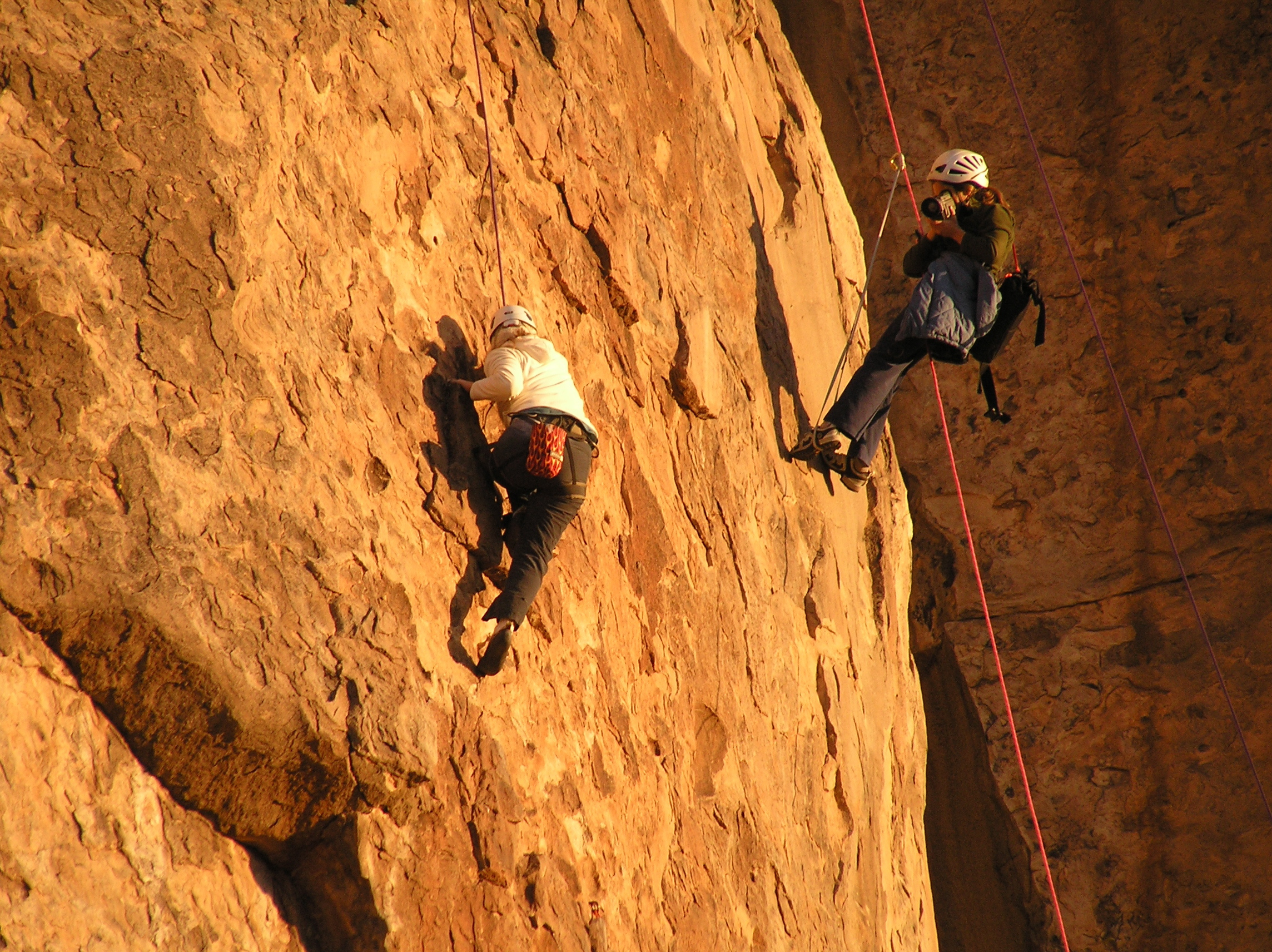
Гілл знімає іншу скелелазку на Уеко Танкс

1995 року Лінн Гілл вступила в гірську команду компанії The North Face і разом з нею вирушила в подорож скелястими місцями в різних частинах земної кулі. Першим з них виявилася долина річки Каравшин в Киргизстані. Разом з Гілл туди вирушили скелелази Алекс Лоу, Кітті Калхун, Джей Сміт (англ. Jay Smith), Конрад Анкер, Грег Чайлд, Ден Осман і Кріс Нобл (англ. Chris Noble). Вони розбили табір і прожили в ньому місяць без зв'язку із зовнішнім світом — у них не було навіть радіо. Гілл така дистанція від світу не сподобалася: «Ця ізоляція змушувала мене відчувати себе вразливою», — напише вона в автобіографії. Не сподобалося їй і те, що там довелося займатися не стільки скелелазінням, скільки альпінізмом, у якому Гілл не мала достатнього досвіду, а тому нервувала через непередбачувані зміни погоди в горах, штормові вітри й небезпеку зсувів. Гілл звикла приділяти більше уваги стилю скелелазіння, ніж просто досягненню вершини скелі або гори. Але там вона зрозуміла, що її прагнення пройти весь маршрут лише вільним лазінням не сприяє успішному сходженню на вершину. А команда The North Face ставила своєю метою саме сходження на все більші висоти, а ще сильніше прагнула того, щоб побувати в нових місцях, таких як Марокко, В'єтнам, Таїланд, Шотландія, Мадагаскар, Австралія та Південна Америка; про ці гірські походи і сходження знято документальні фільми, які популяризують не лише цю групу, але й альпінізм і скелелазіння загалом.
Пізніше Гілл організувала нові скелелазні табори і сходження. 2005 року таких місць у США було п'ять, і планувалося створити ще. За 2000 доларів США новачкам пропонували провести п'ять днів у «пригодницькому таборі з повним зануренням» (англ. immersive adventure camp) поруч з Лінн Гілл та іншими знаменитими скелелазами.
Станом на 2012 рік Лінн Гілл жила в Боулдері (штат Колорадо) і продовжувала подорожувати всім світом. У Боулдері вона відкрила власну справу — курси зі скелелазіння; також Гілл дає технічні консультації компаніям-виробникам скелелазного спорядження.
У 2013 році Гілл рекламувала спортивний одяг та спорядження компанії «Патагонія».

## Нагороди та премії
- Американський альпійський клуб 1984 року нагородив Лінн Гілл Премією імені Роберта Л. М. Андергілла (англ. Underhill Award)[85].

## Особисте життя
Під час поїздки до Нью-Йорка в 1984 році Лінн Гілл зустрілася з Руссом Раффою (Russ Raffa), який став її постійним компаньйоном, а 22 жовтня 1988 року — одружилася з ним. Однак у березні 1991 вони розійшлися, частково через те, що Гілл хотіла дітей, а Русс ні, а також через те, що часто були в різних поїздках горами й мало часу проводили разом.
Тоді ж Гілл переїхала в комуну Грамбуа у Франції, щоб там робити кар'єру в скелелазінні. Вона вибрала це місце розташування неподалік від скелелазних місць світового класу в Любероні. Живучи і займаючись скелелазінням в Європі, Гілл вивчила французьку та італійську, яким тепер володіє вільно.
Нового постійного партнера, Бреда Лінча (англ. Brad Lynch), Гілл зустріла 2004 року на скелелазному маршруті в місті Моаб штату Юта. Вони одружилися, і у 42 роки Лінн Гілл народила сина. «Зараз я відчуваю, що моє життя і кар'єра ще не закінчені. Я була готова до цієї нової ролі, готова зустріти ті виклики і пригоди, які випадуть мені як матері. Жертви, на які доведеться йти в цій ролі — це хороший і повчальний досвід».

## У культурі та ЗМІ

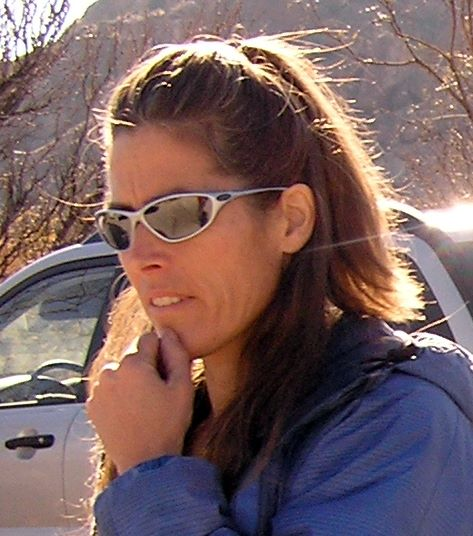
Лінн Гілл у 2006 році

Лінн Гілл була учасницею різних телевізійних програм і реаліті-шоу, зокрема «Виживе найсильніший» (або «Природний відбір») (англ. Survival of the Fittest), в якому виграла чотири сезони поспіль (з 1980 по 1984). У скелелазінні з мотузкою і в бігу по пересіченій місцевості вона перевершувала учасників Олімпійських ігор.
Першою скелелазкою, що кинула виклик Гілл, стала Беверлі Джонсон. У перший рік тих змагань призова сума за перше місце становила 15 000 доларів США для чоловіків і лише 5000 для жінок. Ця нерівність дуже обурила Гілл, вона відмовилася брати участь у такому змаганні і вимагала, щоб призову суму для скелелазок збільшили хоча б до 10 000 доларів, тому що жінкам доводиться змагатися у чотирьох турах, а чоловікам — у шести. Не домігшись бажаного, Гілл стала закликати інших скелелазок до бойкоту змагань і підписала договір з продюсером про те, що наступного року призову суму збільшать, після чого вона дасть згоду на участь.
В автобіографії Гілл пише, що до неї доходили чутки про те, що NBC скасувала жіночу половину шоу тому, що продюсери не змогли знайти нікого, хто б змогла її перемогти. На початку 1980-х Гілл брала участь у телешоу The Guinness Game, That's Incredible! і Ripley's Believe It or Not!. У «That's Incredible!» вона піднімалася на повітряну кулю, що летіла на висоті 6000 футів (1850 метрів); цей трюк вона описала як «ймовірно, найбільш безглуздий фокус, який я колись робила». По-іншому Гілл ставиться до рекламного плакату компанії «Патагонія», для якого вона знялася в 1982 році: Гілл вважає, що саме та фотографія, яка показує, як вона піднімається на скелю, принесла їй популярність.
1999 року Лінн Гілл в парі з Ненсі Фегін (англ. Nancy Feagin) знімалася в IMAX-фільмі «Екстрім» (англ. Extreme), присвяченому екстремальних видам спорту; зйомки проходили на скелях Індіан-Крик в Юті. Гілл також фігурує в документальному фільмі про спортивне скелелазіння в Долині Йосеміті «Вертикальний кордон» (англ. Vertical Frontier).
2002 року Лінн Гілл у співавторстві з Грегом Чайлдом випустила автобіографічну книгу «Скелелазіння — моя свобода. Моє життя у вертикальному світі»«Скелелазіння — моя свобода. Моє життя у вертикальному світі» у видавництві W. W. Norton & Company. За словами Гілл, співавтор їй допоміг у написанні книги: «Він зумів організувати мої записи, переконував мене працювати над певними елементами. Він підкреслював, що найважливіше розповісти історію і дуже допоміг мені зрозуміти, про що я хотіла розповісти і до якої аудиторії я звертаюся» В інтерв'ю Гілл зазначила, що писати про події минулого було легше, бо у неї був час поміркувати над ними. Вона хотіла б «передати історію і культуру вільного лазіння», розповісти про те, як воно стало таким спеціалізованим, яким воно є в наші дні. Також Гілл виявилася однією з перших письменниць-скелелазок; до цього, в 1970-х—1990-х, більшість робіт зі спортивного скелелазіння писали чоловіки, які висловлювали чоловічий погляд на нього. Інша відома американська скелелазка і письменниця Рейчел де Сільва також підтверджує це, вказуючи, що в 1980-х у 6 провідних американських журналах зі скелелазіння виходило в рік не більш як 12 статей, написаних жінками або про жінок, попри те, що в ті роки жінки становили вже 40 % серед скелелазів, і тільки в 1990 вийшла перша книга, присвячена жіночому спортивному скелелазінню.

## Феміністичний активізм
Лінн Гілл неодноразово розповідала про те, як вона в 14 років займалася боулдерингом у Джошуа-Трі, де успішно пройшла скелелазний маршрут, а потім побачила чоловіка, який сказав, що дуже здивований: як це дівчина раптом зуміла зробити те, чого навіть він не зміг? «Я тоді подумала: добре, а чому Ви вважаєте, що беззастережно можете це зробити? А я не можу тільки тому, що я — маленька дівчинка? Це була пам'ятна подія, оскільки я зрозуміла, що інші люди мають відмінне від мого уявлення про те, що я можу зробити і чого не можу. Я думаю, що люди повинні робити те, що вони можуть або хочуть робити. І не повинно мати значення, чоловіки вони чи жінки. Чиясь стать не повинна мати значення».
Гілл, давня адвокатка гендерної рівності в скелелазінні, стверджує, що чоловіки і жінки можуть проходити одні і ті ж маршрути: «Я вважаю, що жінки повинні змагатися на тих же підйомах, що й чоловіки, а жінкам, явно не здатним пройти певні маршрути, не варто на таких маршрутах змагатися». Як приклад вона наводить змагання за Кубок Світу, де скелелази обох статей проходили одні маршрути. Пізніше Гілл трохи переглянула своє ставлення до цього, зазначивши, що хоча вона сама цілком здатна позмагатися з чоловіками і робила це, в той же час «глядачі хочуть бачити, як люди дістаються до вершини. І, оскільки рівень більшості жінок не такий, як у чоловіків, необхідно влаштовувати трохи легші маршрути для жінок». На питання про те, чи можуть взагалі жінки зрівнятися з чоловіками в скелелазінні або навіть перевершити їх, Гілл дала докладну відповідь, звернувши увагу на будову тіла, габарити і психологічні особливості, пояснивши, що в скелелазінні «переважно люди з найбільшим відношенням сили до ваги», меншою часткою жиру в тілі і великим зростом. Такі характеристики частіше мають чоловіки, але у жінок «перевага в тому, що вони можуть бути відносно легкими, але при цьому володіти величезною витривалістю». Вона пояснила, що «теоретично хтось настільки ж низькорослий, як я, може стати найкращим у світі тому, що зараз все менше залежить від зросту... І це більше питання психології, ніж фізичних характеристик».
Гілл неодноразово дискримінували як жінку в скелелазінні і в інтерв'ю з Джоном Стейгером (англ. John Stieger) в журналі Climbing вона сказала, що, попри всі її успіхи і її майстерність у скелелазінні, це було проблемою для неї. Гілл пам'ятає сексистські ремарки скелелазів-чоловіків, які вважали, що деякі маршрути в принципі непрохідні для жінок, і наголошує, що фактично «жінкам у скелелазінні перепадає набагато менша частка уваги і престижу, незалежно від здібностей». Гілл неодноразово критикувала те, що американська культура спонукає жінку бути пасивною і спочатку накачувати м'язи, а не вдосконалювати навички, що перешкоджає успіху жінок у скелелазінні. Самій Гілл в цьому плані пощастило більше: її рідні та друзі цілком дозволяли їй бути дівчиськом-шибеником, як їй хотілося. Вона також пояснила, що на змаганнях боролася не проти чоловіків або жінок, а проти людських упереджень щодо можливостей жінки.
Вважають, що Лінн Гілл своїм прикладом привела багатьох жінок у скелелазіння. У 1980-х роках спостерігався великий приплив жінок в цей вид спорту, почасти тому, що стало більше широко відомих скелелазок, а також тому, що прийнятий тоді «Титул IX» надав юнакам і дівчатам рівне право на відвідування атлетичних занять у громадських школах.
Джон Лонг казав про Лінн Гілл:
|  | [Вона] була надзвичайно обдарованою, і всі це знали... Двадцять років тому ще жодна жінка не могла навіть наблизитися в класі скелелазіння до найкращих чоловіків, і коли Лінн стала «вибивати з нас пил», що вона робила дуже часто, люди придумували всілякі дурні пояснення. Деякі твердолобі відмовлялися вірити, що жінка зростом лише в п'ять футів може бути така майстерна. У Джоші казали, що своїм успіхом Лінн зобов'язана кварцовому монцоніту, чудове зчеплення на якому на руку їй завдяки її найлегшій вазі. У Йосеміті їй нібито вдавалося досягати успіху завдяки її мініатюрним долоням, які вона могла просунути в тонкі тріщини скель. На вапняку вона могла увіткнути три пальці в «кишені», в які інші насилу поміщали два. На пустельному Південно-Заході її помічниками були койоти, а може, і перевертні. Навіть після купи перемог на Кубку Світу скелелазний світ не відразу визнав її обраною, і, можливо, її репутація усталилася раз і назавжди тільки після проходження Носу. Оригінальний текст (англ.) was a prodigy and everyone knew as much ... Twenty years ago, no female had ever climbed remotely as well as the best guys, so when Lynn began dusting us off—which she did with maddening frequency—folks offered up all kinds of fatuous explanations. Some diehards refused to believe a woman, and a five-foot article at that, could possibly be so good. Out at Josh, it was said Lynn shone owing to quartz monzonite's superior friction, which catered to her bantam weight. In Yosemite, her success apparently hinged on midget hands, which fit wonderfully into the infernal thin cracks. On limestone, she could plug three fingers into pockets where the rest of us managed two. In the desert Southwest, she enjoyed an alliance with coyotes—or maybe shape-shifters. Even after a heap of World Cup victories, it still took the climbing world an age to accept Lynn as the Chosen One, and perhaps her legacy was never established, once and for all, till she free climbed the Nose. |

## Пояснення
1. ↑  англ. had to smile and do cutesy little routines on the floor
2. ↑  англ. My awareness of issues like women's rights and the struggle for racial freedom began to grow
3. ↑  англ. I was awed, but not just by the know-how and hard work she'd put into her ascent. It was the courage and confidence that it took to put herself on the line, to do something on the cutting edge—to climb one of the world's greatest big walls in one of the most challenging ways possible: solo. She had succeeded and she'd given women climbers like me enormous confidence to be ourselves and not feel limited by being a minority in a male-dominated sport.
4. ↑  англ. women had to contend with an army of men trying to maintain Camp 4 as a guy's domain
5. ↑  англ. back then was directed by a fraternity of men, and there was little encouragement of, or frankly, inclination for women to participate. Yet women climbers were out there.
6. ↑  англ. a ragged occupying army, annoying park rangers by eluding camp fees, overstaying their welcome, and comporting themselves like gypsies
7. ↑  англ. these dirt-poor days ... [as] among the best and the most carefree of my life, and though my friends were often scoundrels, I felt their friendship convincingly.
8. ↑  англ. a few death-defying experiences on routes with long run-outs
9. ↑  англ. that's when I knew for certain that this woman had extraordinary talent
10. ↑  англ. one of the boldest leads I've ever seen ... I had tried leading it. I knew you had to totally commit to doing the moves, otherwise the chance of surviving would be minimal. Those are the moments that really stand out—when you see someone totally on the edge.
11. ↑  англ. In one moment I had, to some degree, thrown out years of climbing philosophy ... The subtle advantage of hanging on the rope to figure out the crux moves gave me the added information that helped me learn and eventually succeed on the route. The old style of climbing suddenly seemed rigid, limited, and contrived
12. ↑  англ. perhaps the most difficult first ascent in the north country at the time
13. ↑  англ. the best climber in the Gunks; Ганки (The Gunks) — інша назва хребта Шванганк.
14. ↑  англ. no man was climbing significantly better
15. ↑  англ. wildly acrobatic climbs
16. ↑  англ. There were a lot of politics involved, a lot of nationalism and disorganization. The rules seemed to change during the event. I remember asking about the disparity between prize money for men and women. The only response I got was, 'If the women climb without their tops, then we'll pay them the same.'
17. ↑  англ. if there wasn't a Catherine Destivelle or Luisa Iovane ... or whoever there, then it would be anticlimactic.
18. ↑  англ. such a different activity than going out and climbing on rock ... You're in front of all these people ... You're there to perform.
19. ↑  англ. the purpose of climbing is to adapt yourself to the rock. You work on yourself to overcome the obstacle of the rock ... I believe climbers should leave the rock as unaltered as possible ... you have a responsibility not only to put in safe bolts but to put them in logical places—to do the least possible alteration of the rock to establish the best possible experience for others
20. ↑  англ. at that moment Lynn Hill was arguably the best climber in the world, male or female
21. ↑  англ. the thing I didn't like too much towards the end was how focused it was on just indoor climbing and training. I didn't start out training on artificial walls, and that's not really ever something that I wanted to do as a full-time profession
22. ↑  англ. bad sportsmanship, rule bending, and monumental egos that infested the competitions
23. ↑  англ. carefully coordinated sequence of opposite pressures between [her] feet, hands, elbows, and hips against the shallow walls of the corner
24. ↑  англ. the biggest thing that has ever been done on rock
25. ↑  англ. passed men's dominance in climbing and left them behind
26. ↑  англ. I feel that right now, it doesn't have to be all about me and my experiences. I was ready to begin a new role; to face new challenges and adventures as a mother. It's a good learning experience adjusting to the sacrifices that need to be made.
27. ↑  англ. perhaps the most ridiculous stunt I ever did
28. ↑  англ. He would take my writings and organize them, and he encouraged me to elaborate on certain elements. He emphasized that telling the story is what's important, so he really helped me think about what I wanted to say, and figure out who my audience was.
29. ↑  англ. I thought, well, why would you expect that you automatically could do it? Just because I was a small girl, was I not to be able to do it? It was a memorable experience because it occurred to me then that other people had a different view of what I should or shouldn't be capable of doing. I think that people should just do whatever they can do or want to do. It shouldn't be a matter of if they're a man or a woman. It shouldn't be a matter of one's sex.
30. ↑  англ. I think they should have women compete on the same climbs as the men, and if the women can't do the climbs, then they shouldn't be competing
31. ↑  англ. spectators want to see people get to the top. And since most women aren't climbing at the same level as the top men, it's necessary to design a route that's a little easier for women
32. ↑  англ. theoretically somebody as short as me could be the best in the world because it doesn't depend so much on height now ... And it's a psychological thing more than a physical thing.
33. ↑  англ. there's a lot less importance and prestige placed on women in climbing, no matter what your ability is